# Anita Márton
Anita Márton, född den 15 januari 1989 i Szeged, Ungern, är en ungersk kulstötare och tidigare diskuskastare. Hon har haft relativt stora framgångar sedan hon år 2005 deltog i världsmästerskapen för ungdomar och har hela tiden utvecklats, till att år 2011 ha tagit en bronsmedalj i diskus i U23-mästerskapen. Därefter gick hon över till kulstötning, och 2014 kom hon trea, denna gång i EM i Zürich. Året därpå tog hon guld i de europeiska inomhusmästerskapen. 
2016 vann hon silver i världsmästerskapen inomhus i Portland och samma år tog hon åter silver i Europamästerskapen i Amsterdam. I olympiska sommarspelen 2016 tog hon en bronsmedalj.